# ISO 3166-2:DK
ISO 3166-2:DK – kody ISO 3166-2 dla podjednostek administracyjnych Danii.
Kody ISO 3166-2 to część standardu ISO 3166 publikowanego przez Międzynarodową Organizację Normalizacyjną. Kody te są przypisywane głównym jednostkom podziału administracyjnego, takim jak np. województwa czy stany, każdego kraju posiadającego kod w standardzie ISO 3166-1.
Aktualnie (2017) dla Danii zdefiniowano kody dla 5 regionów administracyjnych.
Pierwsza część oznaczenia to kod Danii zgodnie z ISO 3166-1, natomiast druga część oznaczenia znajdująca się po myślniku to dwucyfrowy kod jednostki administracyjnej.

## Kody ISO
| Kod ISO | Nazwa jednostki administracyjnej | Nazwa jednostki administracyjnej w języku duńskim | Rodzaj jednostki administracyjnej |
| ------- | -------------------------------- | ------------------------------------------------- | --------------------------------- |
| DK-84   | Region Stołeczny                 | Hovedstaden                                       | region administracyjny            |
| DK-82   | Jutlandia Środkowa               | Midtjylland                                       | region administracyjny            |
| DK-81   | Jutlandia Północna               | Nordjylland                                       | region administracyjny            |
| DK-85   | Zelandia                         | Sjælland                                          | region administracyjny            |
| DK-83   | Dania Południowa                 | Syddanmark                                        | region administracyjny            |